# North by North Quahog
North by North Quahog (с англ. — «К северу через Северный Куахог») — первая серия четвёртого сезона мультсериала «Гриффины». Премьерный телевизионный показ состоялся 1 мая 2005 года на канале FOX.

## Сюжет
Во время секса с Лоис Питер понимает, что перестал её возбуждать, и она представляет себе на его месте другого (Джорджа Клуни). Для оживления угасших чувств супруги решают провести второй медовый месяц и уезжают, оставив Брайана следить за детьми.
Однако в одиночку пёс не справляется, но ему на помощь приходит Стьюи. Брайан и Стьюи сопровождают Криса в школу на вечеринку, где его ловят в туалете, распивающим водку с одноклассниками. Собака и малыш наказывают Криса, но хотят вернуть его доброе имя. Отец Джека (мальчика, который принёс водку в школу), Том, отказывается верить в вину сына, поэтому Брайан и Стьюи подбрасывают Джеку наркотики, и того приговаривают к общественным работам.
Тем временем по пути к мотелю, где они собрались провести второй медовый месяц, Питер врезается в дерево, отвлёкшись на чтение комиксов. Теперь супругам вместо медового месяца предстоит долгий ремонт машины, и они уже подумывают о возвращении домой, но Питер внезапно обнаруживает, что в гостинице неподалёку живёт Мел Гибсон.
Питер притворяется Гибсоном, и они с Лоис проникают в апартаменты актёра. Во время секса Лоис опять выкрикивает имя другого (Мела Гибсона), и расстроенный Питер всё-таки решает вернуться домой. Собираясь покинуть номер, Питер случайно находит вход в потайную комнату актёра и обнаруживает там вторую часть «Страстей Христовых». Питер крадёт фильм, чтобы «спасти мир от ещё двух часов мумбо-юмбо Гибсоновского Иисуса».
При выходе из гостиницы супругов замечают двое священников — приятелей Гибсона, которые сами хотели завладеть фильмом. Они преследуют Питера с Лоис на машине, но тем удаётся от них оторваться. Супруги зарывают плёнку на кукурузном поле.
Священники похищают Лоис, а Питеру посылают сообщение, что если он не вернёт фильм в поместье Гибсона на вершине горы Рашмор, его жену убьют. Питер прибывает в дом Гибсона и отдаёт ему коробку с фильмом. После того как Питер и освобождённая Лоис покидают поместье, Гибсон обнаруживает, что в коробке вместо плёнки — собачьи фекалии, и организует погоню. Спускаясь с горы, Лоис поскальзывается, но в последнюю минуту уцепляется за нос Джорджа Вашингтона. Питер ловит её, и говорит Гибсону, который держит его на мушке, что «фильм во рту президентского Рашмора, с обратной стороны памятника». Гибсон идёт туда и погибает. Питер занимается любовью с Лоис на голове Вашингтона, возвращая «потерянную искру» в супружество.

## Производство
Эпизод был поставлен режиссёром Питером Шином по сценарию Сета Макфарлейна. Из приглашённых знаменитостей в озвучивании приняли участие Дон Лафонтен (камео), Хантер Гомес в роли Пиноккио, Билл Рэтнер в роли Флинта и Андрэ Сольюццо в роли Мела Гибсона.
Производством занималась компания Fuzzy Door Productions совместно с 20th Century Fox Television.
Во время создания этого эпизода в мультсериале «Южный парк» появился эпизод, озаглавленный «Страсти еврейские», в котором также главную роль играл Мел Гибсон. Это заставило создателей «Гриффинов» некоторое время выжидать, опасаясь подозрений в плагиате.

## Показ
После третьего сезона в 2002 году выпуск сериала был прекращён ввиду низких рейтингов.
Первый эпизод возрождённого сериала вышел на телеканале Fox 1 мая 2005 года. Премьеру эпизода посмотрели 11,85 млн телезрителей, что явилось самым высоким показателем среди премьер эпизодов этого мультсериала, выпущенных после первого сезона.
28 апреля 2005 года — в преддверии премьеры на телевидении — эпизод был показан в Вермонтском университете (Берлингтон, штат Вермонт) во время выступления Сета Макфарлейна в качестве приглашённого докладчика в рамках программы университета Student Speaker Series.

## Награды и номинации
Эпизод номинировался на «Прайм-тайм Эмми» в категории «Лучшая анимационная программа, продолжительностью менее часа», но уступил награду эпизоду «Лучшие друзья навсегда» «Южного парка».
В 2005 году Сет Макфарлейн и Питер Шин удостоились премии «Энни» в категориях «Озвучивание в телевизионной мультипликации» и «Режиссура в телевизионной мультипликации» соответственно.